# Баранов, Валерий Алексеевич
Валерий Алексеевич Баранов (укр. Валерій Олексійович Баранов; 19 апреля 1957, Осипенко, Запорожская область — 5 мая 2023, Запорожская область) — украинский политический и общественный деятель. Народный депутат Украины VI созыва (2007—2012). Глава Запорожской областной государственной администрации (март — октябрь 2014), городской голова Бердянска (1998—2007, 2020—2021).

## Биография
Родился 19 апреля 1957 года в городе Осипенко (ныне Бердянск) Запорожской области. Окончил Бердянскую школу № 10. В 1974—1979 годах учился в Ждановском металлургическом институте и окончил его по специальности «технология машиностроения, металлорежущие станки и инструменты», с квалификацией «инженер-механик».
В 1980—1981 годах работал инженером-технологом на заводе «Южгидромаш».
В 1981 году был избран секретарём комитета комсомола Бердянского машиностроительного техникума.
В 1981—1986 годах был вторым, а затем первым секретарём Бердянского горкома комсомола.
С 1986 по 1988 год работал заместителем начальника цеха «Южгидромаша».
В 1988—1990 годах был заведующим орготделом Бердянского горкома КП Украины, в 1990—1991 годах — вторым секретарём Бердянского горкома КП Украины.
В 1991—1998 годах работал генеральным директором производственной фирмы «Аванта» в Бердянске. С 1998 по 2007 год был городским головой Бердянска.
В 2001 году получил второе высшее образование, окончив Днепропетровский филиал Национальной академии государственного управления при президенте Украины по специальности «Государственное управление», с квалификацией «Магистр государственного управления».
В 2007 году стал депутатом Верховной рады Украины от Блока Литвина.
В 2007—2010 годах был заместителем главы комитета Верховной Рады по вопросам строительства, градостроительства, ЖКХ и региональной политики, в 2010 году — главой комитета по вопросам бюджета.
3 марта 2014 года указом и. о. президента Украины Александра Турчинова Валерий Баранов был назначен главой Запорожской областной государственной администрации, сменив в этой должности Александра Пеклушенко.
22 сентября ушёл в отпуск в связи с участием во внеочередных выборах в Верховную Раду, а его обязанности будет выполнять первый заместитель Григорий Самардак. При этом Баранов продолжит возглавлять Совет обороны области. 26 октября на одном из местных телеканалов Баранов заявил, что «если проиграет выборы, то подаст в отставку», в ходе выборов народных депутатов Украины по одномандатному округу № 74 (Коммунарский район города Запорожье) проиграл Петру Сабашуку из «Блока Петра Порошенко».
27 октября написал заявление об отставке по собственному желанию и 29 октября был уволен указом президента Украины Петра Порошенко.
16 ноября 2021 года Валерий Беранов подал в отставку с поста мэра Бердянска.
Скончался 5 мая 2023 года на 67-м году жизни.

## Семья
Жена — Наталья Игоревна (1956 г.р.), две дочери — Марина (1977 г.р.) и Ольга (1998 г.р.).

## Награды
- Почётная грамота Кабинета министров Украины (2000)
- Орден «За заслуги» III степени (2000)[8]
- Памятная медаль «За развитие региона» (2002)
- Нагрудный знак Федерации профсоюзов Украины «Професійна відзнака» (2005)
- Орден «За заслуги» II степени (2007)[9]
- Награда «Золотой дельфин» (номинация «Городской, районный руководитель года»)[10]
- Орден «За заслуги» I степени (2011)[11]